# 朱讃
朱 讃（しゅ さん、生没年不詳）は、中国後漢末期の人物。豫州沛国礁県の出身。
同郷の曹真・曹遵と共に曹操に仕えていたが、曹遵ともども若死した。曹真はこれを悼み、自らの食邑を2人の子に分け与えることを願い出た。勅許され2人の子はそれぞれ、関内侯と食邑百戸を授けられた。

## 三国志演義
羅貫中の小説『三国志演義』では、正史『三国志』とは異なり、魏の時代に曹真配下の盪寇将軍として登場し、蜀漢の諸葛亮の北伐を迎撃する。曹真の指示を受け、初戦は蜀漢の本陣に奇襲を掛けるが、諸葛亮には見透かされており、四方八方から攻撃を受けて敗走（第93回）。その後、撤退の動きを見せた蜀軍を追撃していたところ、趙雲に奇襲され、槍の一突きで刺殺される（第94回）。